# Genicanthus personatus
Genicanthus personatus är en fiskart som beskrevs av Randall, 1975. Genicanthus personatus ingår i släktet Genicanthus och familjen Pomacanthidae. IUCN kategoriserar arten globalt som livskraftig. Inga underarter finns listade i Catalogue of Life.